# Eunidia holonigra
Eunidia holonigra är en skalbaggsart som beskrevs av Stefan von Breuning 1954. Eunidia holonigra ingår i släktet Eunidia och familjen långhorningar. Inga underarter finns listade i Catalogue of Life.